# Kesszi, a vadász
Kesszi (mke-eš-ši-iš, kēššīš), a vadász egy hettita mese főszereplője. A történetet tartalmazó tábla az i. e. 14. század előtt keletkezett. Eredetileg hurri nyelven írták, hettita és akkád fordítása is ismert, bár mindhárom nagyon töredékes. Az utóbbi Amarnában került elő, ebből bizonyos, hogy az i. e. 14. század előtti. A hettita szövegek katalógusa a CTH#361 számon tartalmazza. A 361.I. a hettita, a 361.II. a hurri és a 361.III. az akkád változat (EA#341).
A mese arról szól, hogy Kesszi gyönyörű leányt vett feleségül. A házasságot követően megfeledkezett mindenről, így a vadászatról és az isteneknek járó áldozatok bemutatásáról is. Anyja (vagy nővére) parancsára mégis elindult a hegyekbe vadászni, ahová csak a kutyáját vitte magával. A megsértett istenek azonban minden vadat elrejtettek előle, semmit sem ejtett el kerek három hónapon át. Ezalatt nélkülözött és nagy veszedelmek, szörnyek és démonok leselkedtek rá. Ez idő alatt hét baljós álmot látott. Ezeket az álmokat anyja fejtette meg számára (ez erős hasonlóság a Gilgames-eposszal, ahol szintén Gilgames anyja, Ninszun az álomfejtő). Anyja a halál előjeleit olvasta ki az álmokból. A mese vége ismeretlen, talán az utolsó álomban szereplő Illujankasz is szerepet kap benne. Nem tudni, hogy Kesszi sikeresen kiengesztelte-e az isteneket, vagy elnyerte büntetését. A történet vége még az összefüggő akkád változaton is hiányzik.
A hettita mesék gyakori motívumai az álmok, hasonlóképpen a mezopotámiai elbeszélésekhez. A fentebb említett Gilgames-eposzban Gilgames többször is álmodik, ezek a szimbolikus álmok jelentős szerepet játszanak a cselekményben. Az epikus irodalom és a királyok epigrafikus feliratai is gyakran hivatkoznak álomlátásra, egy álomélmény nagy szerepet kap az Égi királyság című mítoszban. Az álom-motívum hettita–mezopotámiai párhuzamai számos kutatót vezetnek arra a megállapításra, hogy az álomlátás és álomfejtés nem endemikus hettita elem, hanem közvetlenül mezopotámiai kultúraimporttal érkezett.
A hettita epikus irodalom az i. e. 2. évezredben irodalmi eszközökkel sejteti a jövőt, növeli a feszültséget az elbeszélésben. Kessi, a vadász álmai következtetni engednek a mese végére. Kessi az álmaiban az alvilágba ereszkedik. Várakozik egy mozdíthatatlan ajtó előtt, látja, ahogyan egy leányt elvisz egy nagy madár, villám csap egy emberbe, találkozik elhunyt ősökkel, egy sárkánnyal és hárpiákkal. Mint a többi epikus irodalomban, egy nő is jelentős szerepet kap „tolmácsként”.
| forráskiadás        | CTH           | katalógusszám | csatlakozó töredék |
| ------------------- | ------------- | ------------- | ------------------ |
| KBo 33.67           | CTH#361.II(?) | 168/h         | 168/h              |
| KUB 47.1; KBo 53.2  | CTH#361.II    | 1693/u        | 1693/u             |
| KBo 27.219          | CTH#361.II.1  | 311/v         | 311/v              |
| KBo 7.70            | CTH#361.II.1  | 311/v         | 2003/k             |
| KBo 12.79           | CTH#361.II.1  | 311/v         | 72/s               |
| KBo 27.218          | CTH#361.II.1  | 311/v         | 1304/z             |
| KUB 47.1            | CTH#361.II.1  | 311/v         | Bo 2353            |
| KUB 47.1            | CTH#361.II.1  | 311/v         | Bo 2431            |
| KUB 47.1            | CTH#361.II.1  | 311/v         | Bo 3155            |
| KBo 57.15           | CTH#361.I.1.A | 725/v         | 725/v              |
| KUB 33.121          | CTH#361.I.1.A | 725/v         | Bo 2314            |
| KUB 36.62           | CTH#361.I.1.A | 725/v         | Bo 8206            |
| KBo 35.43           | CTH#361.II.9  | 923/v         | 923/v              |
| ABoT 2.18           | CTH#361.II    | AnAr 12165    | AnAr 12165         |
| FHL 179             | CTH#361.II(?) | AO 10392.10   | AO 10392.10        |
| KUB 47.6            | CTH#361.II.6  | Bo 2414       | Bo 2414            |
| KUB 47.2            | CTH#361.II.2  | Bo 2483       | Bo 2483            |
| KUB 47.2            | CTH#361.II.2  | Bo 2483       | Bo 4292            |
| KUB 47.5            | CTH#361.II.5  | Bo 2917       | Bo 2917            |
| KUB 47.5            | CTH#361.II.5  | Bo 2917       | Bo 3164            |
| KUB 47.5            | CTH#361.II.5  | Bo 2917       | Bo 3271            |
| KUB 47.5            | CTH#361.II.5  | Bo 2917       | Bo 4619            |
| KUB 47.7            | CTH#361.II.5  | Bo 2917       | Bo 7546            |
| KUB 47.8            | CTH#361.II.8  | Bo 2996       | Bo 2996            |
| KUB 47.3            | CTH#361.II.4  | Bo 3109       | Bo 3109            |
| KUB 36.63           | CTH#361.I.2.A | Bo 4773       | Bo 4773            |
| KUB 17.1            | CTH#361.I.2.A | Bo 4773       | Bo 5456            |
| KUB 47.4            | CTH#361.II.3  | Bo 4816       | Bo 4816            |
| KUB 47.4            | CTH#361.II.3  | Bo 4816       | Bo 7313            |
| KUB 47.4            | CTH#361.II.3  | Bo 4816       | Bo 8422            |
| KUB 36.61           | CTH#361.II.10 | Bo 8143       | Bo 8143            |
| KUB 52.115          | CTH#361.II(?) | Bo 9718       | Bo 9718            |
| KUB 52.114          | CTH#361.II.12 | Bo 9772       | Bo 9772            |
| ABoT 1.36           | CTH#361.II.12 | Bo 9772       | AnAr 8855          |
| KBo 22.89           | CTH#361.I.3.A | Bo 69/203     | Bo 69/203          |
| Volkert Haas (2006) | CTH#361.III   | EA#341        | EA#341             |
| VSNF 12.131         | CTH#361.I.4.A | VAT 8300      | VAT 8300           |